# نیکولاس بل
نیکولاس بِل (انگلیسی: Nicholas Bell؛ زادهٔ ۱۵ اوت ۱۹۵۸) هنرپیشه سینما و تئاتر اهل کشور انگلستان است. وی از سال ۱۹۶۲ میلادی تاکنون مشغول فعالیت بوده‌است.
وی بیش از ۲۰ سال در کشور استرالیا به حرفهٔ بازیگری پرداخته است
از فیلم‌هایی که تاکنون بازی کرده می‌توان به سریال پرستاران و دختر اقیانوس اشاره کرد.